# روكو غاردنر
روكو غاردنر (بالإنجليزية: Rocco Gardner)‏ هو موسيقي ورائد أعمال بريطاني، ولد في 21 يونيو 1979 في لندن في المملكة المتحدة.